# Buddy Elias
 Bernhard Paul "Buddy" Elias (Fráncfort del Meno, Alemania, 2 de junio de 1925-Basilea, Suiza, 16 de marzo de 2015) fue un actor suizo y presidente de Anne Frank Fonds, la fundación dedicada a preservar la memoria de su prima Ana Frank

## Biografía
Elias nació en Fráncfort del Meno en Alemania en 1925. Su padre, Erich Elías, se convirtió en director de la compañía Opekta con sede en Basilea en 1929 y Bernhard se mudó allí en 1931. En 1947 se unió a Holiday on Ice y estuvo con ellos durante más de diez Años y más tarde actuó en el escenario en Suiza, Gran Bretaña, Francia y Alemania. A mediados de la década de 1970, apareció cada vez más en cine y televisión, principalmente en producciones relacionadas con el Holocausto . Su madre era Helena Frank, la tía paterna de Ana Frank.
Elias fue el primer primo y último familiar cercano sobreviviente de la víctima del holocausto Ana Frank, quien murió en el campo de concentración de Bergen-Belsen en febrero o marzo de 1945. Fue presidente de Anne Frank Fonds, ubicado en Basilea, el Anne Frank Fonds es responsable de los derechos del Diario de Ana Frank , Otto Heinrich Frank tenía los derechos de este hasta su muerte en 1980
Elias vivió en Basilea con su esposa, Gerti Elias (nacida Wiedner), donde murió el 16 de marzo de 2015. Tuvieron dos hijos, Patrick y Oliver, que se convirtieron en actores.

## Filmografía
- 1979: Tres señoras en la parrila (Serie de TV)
- 1979 El mago de Lublin
- 1981 Como la luna sobre fuego y sangre
- 1981 Charlotte
- 1982 La Montaña Mágica (película)
- 1982 Cassete love
- 1983 El barco de los sueños
- 1987 La clínica de la selva negra.
- 1987 Peng! ¡Estás muerto!
- 1989-1992 Cuerpo y alma (serie de televisión de ZDF)
- 1990 La intriga de la rana
- 1991 Los hijos de Bronstein.
- 1993 el distrito de Wolff
- 1995 Mutter Courage.
- 1998 Pérdida total.
- 1999 escena del crimen (parte Bienzle y la larga rabia)
- 2002 Eldel & Starck (parte de Soufflé de los dioses)
- 2004 Bella Block (parte detrás de los espejos)
- 2004 ¿Qué es el amor en el pensamiento?
- 2006 Allez Atze (parte El Retorno del Maestro)
- 2009 Hunkeler y el caso Livy.
- 2014 Los hombres de los monumentos.

## Programas radiales
- Las aventuras de Ulises. Libro de Jürgen Knop, DIrector Ulli Herzog, 1982.
- Hugo Rendler. Cumpleaños de Finkbeiner Escena del crimen en radio, SWR 2010.
- Bibi Blocksberg: Vacaciones Jinxed.

## Premios
- 2012: Honorario Medalla de la Ciudad de Fráncfort del Meno (medalla de honor de la ciudad de Frankfurt am Main)
- 2007 Basler Stern (en alemán)